# Girardot
Girardot es un municipio colombiano del departamento de Cundinamarca ubicado en la Provincia del Alto Magdalena, de la cual es capital. Está ubicado a 134 km al suroeste de Bogotá. 
Girardot es uno de los municipios más importantes del departamento de Cundinamarca por su población, centros de educación superior, economía y extensión urbana. También es una de las ciudades con más afluencia de turistas y población flotante del país. Girardot conforma una conurbación junto con los municipios de Flandes y Ricaurte, que suman una población de 144.248 habitantes.

## Toponima

### Origen lingüístico[3]
- Familia lingüística: Indoeuropea
- Lengua: Francés

### Significado
Girardot es un apellido francés traído a Colombia por Louis Girardot, padre del conocido prócer colombiano. Es derivación del apellido Girard o de su variante Gérard, muy frecuente en la región del Franco Condado y en la antigua provincia de Forez, ambas en Francia.

### Origen / Motivación
Su nombre le fue dado en homenaje al prócer de la independencia conoronel Manuel Atanasio Girardot Díaz. Se incorporó a la lucha independentista en su región natal, formó parte de la expedición organizada por la Junta Suprema de Gobierno para apoyar a la Confederación de Ciudades y se distinguió en la liberación de Popayán.

### Nombres históricos
- Paso de la Canoa de Montero o Paso de Flandes (Descubrimiento y Conquista)

## Historia

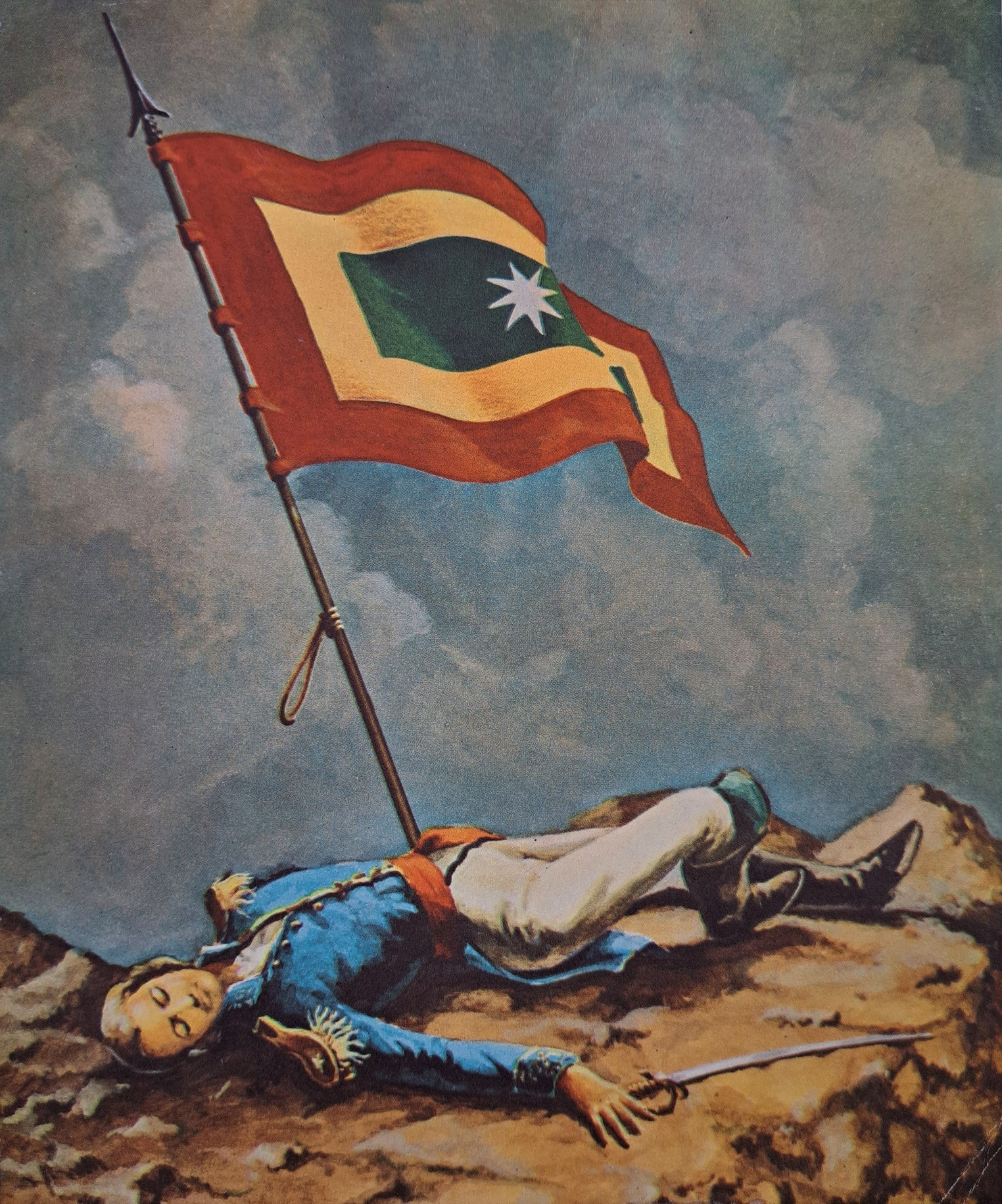
Atanasio Girardot, en cuyo honor se le puso el nombre al municipio.

En la época precolombina, el territorio de Girardot estuvo habitado por los indígenas Panches. 
El municipio nace con el caserío de "La Chivatera", pues en el lugar era muy común la cría de cabras o chivas, en jurisdicción del municipio de Tocaima, del cual existen datos documentales fechados en 1840 del lugar denominado como "Paso de Flandes", curso obligado para el paso del río Magdalena en el camino del sur occidente y el centro del país, en el cual se creó el asentamiento antes mencionado.
Debido a su posición estratégica, el corregimiento tuvo un crecimiento paulatino, y, gracias a la donación de los terrenos que hoy ocupa el municipio por los señores Ramón Bueno y José Triana, se funda el municipio con nombre Girardot, en honor al General Atanasio Girardot, con ordenanza 20 del 9 de octubre de 1852, en la que reza: «...créase un distrito parroquial con el nombre de Girardot...». El primer alcalde de distrito fue Claudio Clavijo. Es en 1866 cuando se crea la parroquia (reseñado por la Gaceta de Cundinamarca n.º 407 del 7 de julio de 1891), siendo su primer párroco el sacerdote José Marcelino Pardo.
La ciudad se empezó a desarrollar a través de un trazado en damero alrededor de la plaza de San Miguel, en donde se encuentra la iglesia del mismo nombre, construida con una arquitectura neogótica.
Se registra que el primer hotel fundado en la ciudad como respuesta a la sentida necesidad de albergue para el flujo de viajeros y comerciantes fue el Hotel Cisneros, en el año de 1884. Dos años después de este suceso, la población del puerto era de 2.163 habitantes. Con la Guerra de los Mil Días, gran cantidad de refugiados liberales del sur y oriente del Tolima se asentaron en Girardot.

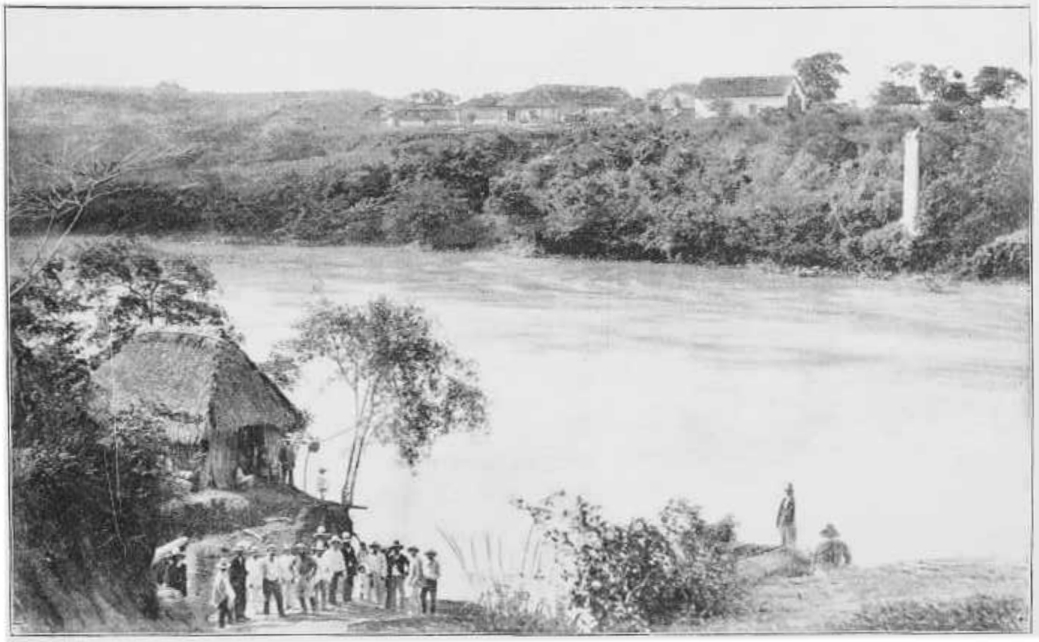
El Río Magdalena y Girardot en 1893.

Después de terminada la guerra civil de los mil días, la ciudad comienza a progresar, se empiezan a trazar avenidas, la actividad comercial crece rápidamente y comienzan a formarse más barrios. En 1903, por medio de la Ley 22, el distrito parroquial de Girardot pasó a ser cabecera de provincia, conformada por los municipios de Girardot, Guataquí, Jerusalén, Nariño, Nilo y Tocaima.
La posición estratégica de Girardot convirtió al municipio en uno de los más importantes puertos sobre el río Magdalena y el más importante del interior del país, por donde pasaban todas las mercancías que salían y entraban a la ciudad de Bogotá. Adicional a eso, Girardot se convirtió en el puerto más importante para la salida del café colombiano al exterior proveniente del municipio de Viotá como el primer territorio productor de café en Colombia, y la industria de trilladoras de café se concentró en gran medida en la ciudad. Así mismo, el corregimiento de Flandes, al otro lado del río Magdalena, se vio tan involucrado en el movimiento comercial que su crecimiento lo convirtió en municipio en 1912.
Con la caída de la navegación fluvial en el país y la proliferación del transporte férreo, Girardot seguía siendo el punto estratégico en la conexión de gran parte del país con la capital, y eso conlleva a la construcción del Ferrocarril de la Sabana entre Girardot y Facatativá y más tarde hasta Bogotá. Luego, este se conectaría con el Ferrocarril del Pacífico (Colombia). Como consecuencia de esto, la ciudad empezó una nueva tendencia de crecimiento urbano dejando de lado el río Magdalena y concentrándose en las líneas férreas. Hoy día las líneas del ferrocarril y los edificios de ferrocarriles nacionales de la ciudad y del municipio de Flandes forman parte del patrimonio nacional.
En las décadas de 1940 y 1950 se decretaron auxilios muy importantes para la construcción de la plaza de mercado, el Hotel Tocarema y la plaza de ferias; también se dotó el cuerpo de bomberos, se trazaron nuevas redes de acueducto y alcantarillado, mientras que se adelantaba la pavimentación de la mayoría de las calles.
Girardot y Flandes marcaron la historia de la aviación en Colombia con el primer vuelo en el país por la Sociedad Colombo-Alemana de Transportes Aéreos (Scadta, hoy Avianca), el 19 de octubre de 1920, desde Barranquilla hasta Girardot sobre el río Magdalena. El vuelo lo realizó el piloto Helmuth van Krohn. Después, con la construcción del Aeropuerto Santiago Vila en Flandes, que antes de que existiera el aeropuerto de Techo en Bogotá servía como puente en la conexión de la ciudad y el resto del país. En 1921 se establecen las rutas entre las ciudades de Barranquilla, Girardot y Neiva; el 23 de julio de 1929 se establecieron las rutas regulares entre Girardot y Bogotá.
Con la caída de las comunicaciones por vías férreas en el país, la ciudad decae económicamente pero nuevamente sus condiciones y su localización estratégica de cercanía con la capital del país, y con un clima y un paisaje agradable, se convierte en lugar de recreación y veraneo de los capitalinos. Es así como la economía se enfoca en el sector turístico, creando grandes infraestructura de alojamiento, recreación y descanso dentro y fuera de la ciudad. Esta nueva dinámica económica genera un mayor crecimiento urbano, extendiéndose la ciudad a través de las carreteras de salida y principalmente sobre la antigua vía Panamericana, que atravesaba la ciudad. Es en ese momento cuando el crecimiento del antiguo corregimiento de Ricaurte es elevado a la condición de municipio en 1968, desprendiéndose Casa.

## Geografía
Girardot es una ciudad de clima cálido, lo que le ha permitido desarrollar una gran diversidad de ofertas turísticas. En las horas de la mañana su clima oscila entre los 20 y 28 grados; en la tarde, entre 30 y 34 grados, y en las noches alrededor de 27 grados, gracias a la brisa fresca proveniente del Río Magdalena, por lo que la temperatura media anual es de 28 °C. 
La cabecera municipal está a una altitud de 290 m s. n. m., pero su territorio, de 150 km², abarca 70% de relieve montañoso que alcanza 1000 m s. n. m., dado que se encuentra en un vértice de la Cordillera Oriental colombiana. La máxima temperatura registrada en la historia de Girardot fue de 42,3 °C, y la mínima de 9.8 °C. 

### Clima
| Parámetros climáticos promedio de Girardot (normales 1981-2010)           | Parámetros climáticos promedio de Girardot (normales 1981-2010) | Parámetros climáticos promedio de Girardot (normales 1981-2010) | Parámetros climáticos promedio de Girardot (normales 1981-2010) | Parámetros climáticos promedio de Girardot (normales 1981-2010) | Parámetros climáticos promedio de Girardot (normales 1981-2010) | Parámetros climáticos promedio de Girardot (normales 1981-2010) | Parámetros climáticos promedio de Girardot (normales 1981-2010) | Parámetros climáticos promedio de Girardot (normales 1981-2010) | Parámetros climáticos promedio de Girardot (normales 1981-2010) | Parámetros climáticos promedio de Girardot (normales 1981-2010) | Parámetros climáticos promedio de Girardot (normales 1981-2010) | Parámetros climáticos promedio de Girardot (normales 1981-2010) | Parámetros climáticos promedio de Girardot (normales 1981-2010) |
| Mes                                                                       | Ene.                                                            | Feb.                                                            | Mar.                                                            | Abr.                                                            | May.                                                            | Jun.                                                            | Jul.                                                            | Ago.                                                            | Sep.                                                            | Oct.                                                            | Nov.                                                            | Dic.                                                            | Anual                                                           |
| ------------------------------------------------------------------------- | --------------------------------------------------------------- | --------------------------------------------------------------- | --------------------------------------------------------------- | --------------------------------------------------------------- | --------------------------------------------------------------- | --------------------------------------------------------------- | --------------------------------------------------------------- | --------------------------------------------------------------- | --------------------------------------------------------------- | --------------------------------------------------------------- | --------------------------------------------------------------- | --------------------------------------------------------------- | --------------------------------------------------------------- |
| Temp. máx. media (°C)                                                     | 33                                                              | 33                                                              | 33                                                              | 33                                                              | 31                                                              | 32                                                              | 34                                                              | 35                                                              | 35                                                              | 32                                                              | 32                                                              | 32                                                              | 32.9                                                            |
| Temp. media (°C)                                                          | 28.8                                                            | 28.9                                                            | 28.3                                                            | 27.2                                                            | 27.1                                                            | 27.4                                                            | 28.4                                                            | 29.5                                                            | 28.8                                                            | 27.6                                                            | 27.0                                                            | 27.6                                                            | 28.0                                                            |
| Temp. mín. media (°C)                                                     | 23                                                              | 23                                                              | 23                                                              | 23                                                              | 23                                                              | 23                                                              | 23                                                              | 24                                                              | 24                                                              | 23                                                              | 22                                                              | 23                                                              | 23.1                                                            |
| Lluvias (mm)                                                              | 40                                                              | 50                                                              | 130                                                             | 130                                                             | 150                                                             | 60                                                              | 30                                                              | 40                                                              | 60                                                              | 130                                                             | 270                                                             | 50                                                              | 1140                                                            |
| Días de lluvias (≥ 1 mm)                                                  | 3                                                               | 3                                                               | 7                                                               | 7                                                               | 8                                                               | 4                                                               | 2                                                               | 3                                                               | 4                                                               | 7                                                               | 12                                                              | 3                                                               | 63                                                              |
| Horas de sol                                                              | 197.6                                                           | 172.9                                                           | 152.4                                                           | 150.9                                                           | 170.6                                                           | 187.4                                                           | 209.0                                                           | 211.1                                                           | 180.7                                                           | 188.0                                                           | 178.3                                                           | 191.6                                                           | 2190.5                                                          |
| Humedad relativa (%)                                                      | 62                                                              | 63                                                              | 64                                                              | 71                                                              | 70                                                              | 64                                                              | 58                                                              | 54                                                              | 58                                                              | 65                                                              | 70                                                              | 66                                                              | 64                                                              |
| Fuente n.º 1: Weatherbase                                                 |                                                                 |                                                                 |                                                                 |                                                                 |                                                                 |                                                                 |                                                                 |                                                                 |                                                                 |                                                                 |                                                                 |                                                                 |                                                                 |
| Fuente n.º 2: Instituto de Hidrologia Meteorología y Estudios Ambientales |                                                                 |                                                                 |                                                                 |                                                                 |                                                                 |                                                                 |                                                                 |                                                                 |                                                                 |                                                                 |                                                                 |                                                                 |                                                                 |

### Límites Municipales
Girardot está delimitado al sur por el departamento del Tolima y el resto por sus vecinos de su propio departamento:
| Noroeste: Nariño                           | Norte: Tocaima                         | Nordeste: Tocaima              |
| Oeste: Nariño                              |                                        | Este: Ricaurte (Río Bogotá)    |
| Suroeste: Coello ( Tolima) (Río Magdalena) | Sur: Flandes ( Tolima) (Río Magdalena) | Sureste: Ricaurte (Río Bogotá) |

## División Político-Administrativa

### Comunas
La cabecera municipal se encuentra dividido en 5 comunas (en la que se encuentra ciertos barrios):
- Centro (1): conformado por los barrios San Miguel, Centro, Granada, Sucre, Murillo Toro, Santander, Bogotá, Los Almendros, Blanco, La Magdalena, Bavaria, San Antonio y Miraflores.
- Sur (2): conformado por los barrios Puerto Montero, Puerto Cabrera, 10 De Mayo, 20 De Julio, Puerto Monguí, Urb. Tocarema, Santa Mónica, El Divino Niño, Bocas del Bogotá, Parques Bocas del Bogotá, Acacias, Alto de La Cruz, Alto del Rosario, Las Rosas, El Porvenir y Portal De Santa Mónica.
- Occidente (3): conformado por los barrios Arrayanes, Esperanza, Quinto Patio, Buenos Aires, Parques de Andalucía, La Colina Campestre, San Luis, Santa Helena, La Colina, Villa Alexander, La Arboleda, Centenario, Cámbulos, Las Mercedes, Gólgota, Meneses, Estación, Gaitán, El Paraíso, Villampiss, El Portal de Los Almendros, Villa Cecilia, Vivisolo I y II (Santa Paula 1), Santa Isabel, La Maravilla, Santa Paula Resort (2), Los Mangos, El Nogal, Guadalquivir, Madeiral El Portal de Los Cauchos y Asocomún.
- Norte (4): conformado por los barrios Tejares Ddl Norte, Rosa Blanca, Los Rosales, Santa Rita, Alicante, Los Naranjos, Altos del Peñón, Parque Central, Condominio Montana, Esperanza Norte, Madrigal, El Edén, Altos del Chicala, Mi Futuro, Esmeralda III, Bosques del Norte, San Fernando, Juan Pablo II, Diamante, Diamante Popular, Esmeralda, Ciudad Montes, Brisas de Girardot, Zarzuela, La Tatiana, La Cuarenta, El Refugio, Balcones II, Palmeras del Norte, Alcatraz, Portachuelo I y II Volver A Vivir l y II, Bello Horizonte y Solaris.
- Oriente (5): conformado por los barrios Salsipuedes, Santa Fe, Brisas del Bogotá, Obrero, Los Buganbiles, San Jorge, La Magdalena, Villa Paola (La Trinitaria), Villa Yaneth, Magdalena III, La Campiña, La Victoria, Santa María del Peñón, Los Guaduales, El Triunfo, Kennedy, Lagos del Peñón, Villa Kennedy, La Carolina, Santa Lucia, Girasol, Portachuelo, El Cedrito, El Cedro, Villa Olarte y El Peñón.

### Corregimientos
Girardot tiene bajo su jurisdicción varios centros poblados, que en conjunto con otras veredas, constituye los siguientes corregimientos:
| Corregimiento | Centros Poblados                | Veredas                                                     |
| 1 Barzalosa   | - Barzalosa - Berlín - Piamonte | Guabinal Cerro, Guabinal Plan y Presidente.                 |
| 2 San Lorenzo |                                 | Acapulco, Agua Blanca, Potrerillo, San Helena y San Lorenzo |

## Símbolos

Bandera de Girardot.

Escudo de Girardot.

### Bandera
La bandera de Girardot está compuesta por tres franjas horizontales siendo el rojo, que ocupa la mitad de la bandera, la sangre derramada por los soldados en la Guerra de los Mil Días. La mitad restante lo ocupa el blanco que otorga la paz y pureza de la gente y el verde, las llanuras y praderas que circundan al municipio.

### Escudo
Con ocasión del Centenario de su elección como Distrito Parroquial, el 9 de octubre de 1952, se le dio escudo de armas al municipio, cuya descripción es la siguiente: Escudo de forma española, medio partido y cortinado, con bordura y divisa, abrazado por un águila. En el cantón diestro una rueda dentada que significa progreso, superpuesta a un caduceo. En el cantón siniestro un toro paseante. En el campo inferior o de la punta, el puente del ferrocarril en perspectiva. La bordura ostenta cuatro cruces anchas, de brazos pequeños, tres en jefe y una en punta; trae además dos gajos de cafeto que de la punta asciende hacia el jefe. La divisa que circula la cabeza del águila ostenta la leyenda «SIEMPRE ADELANTE».

### Árbol del municipio
Girardot recibe también el nombre de «Ciudad de las Acacias», pues en sus calles se ven plantados estos árboles, que dan su sombra al municipio y protegen de los fuertes rayos solares. A pesar de que con el paso del tiempo su número se redujo en favor de otras especies no nativas como el almendro, el nim, o la palma común, recientemente se han reintroducido en espacios como el parque de Unicentro y el Parque de la Juventud. 
Girardot destaca para el viajero puesto que algunos de los viejos árboles de barrios representativos como Las Quintas, Sucre o Gaitán, están sembrados y erguidos en las calles, y no en las aceras o corredores públicos, como suele ser habitual.

## Economía
Las principales actividades económicas de Girardot son el turismo y el comercio (formal e informal). La ciudad posee una buena infraestructura hotelera y de recreación, destacándose los condominios vacacionales, centros recreativos de gran capacidad, restaurantes, clubes nocturnos e instituciones ecoturísticas.
Adicional a esta dinámica turística existe la actividad agroindustrial, de la que se destaca la producción de oleaginosos (maíz, ajonjolí, sorgo), cereales, algodón y café, y en el sector pecuario la producción de cárnicos.

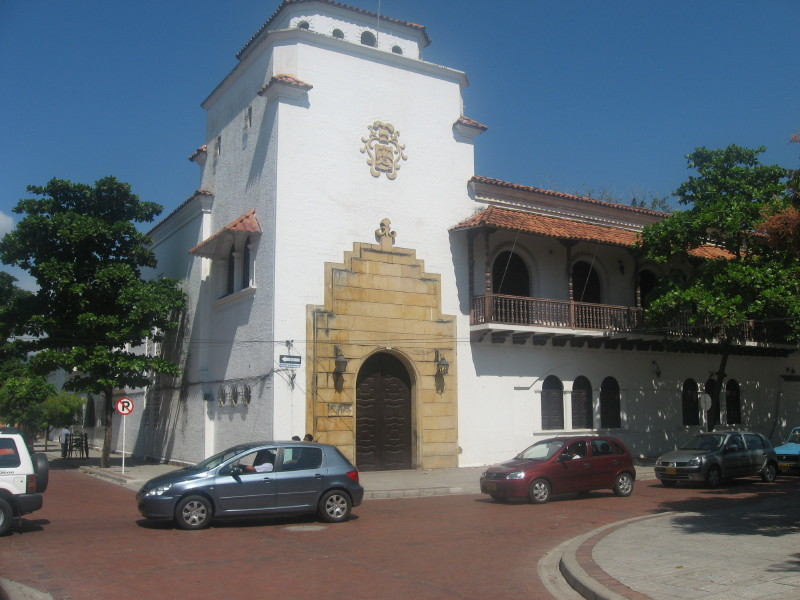
Club Unión de Girardot.

Debido a la prolongación anual de la dinámica turística, y por tratarse de la capital de la Provincia del Alto Magdalena, el comercio tiene un movimiento importante, especialmente de productos agrícolas y artesanales. La actividad comercial se lleva a cabo principalmente en el centro de la ciudad, donde se encuentra la Plaza de Mercado. También en el camellón del comercio y en el área de influencia del Parque de Bolívar, donde se encuentran los edificios gubernamentales del municipio.
Girardot cuenta con varios centros comerciales, como Unicentro, abierto desde noviembre de 2014, con aproximadamente 150 locales, 4 salas de cine, plazoletas de comidas, sala de juegos. El centro comercial está ubicado en el nororiente de la ciudad, conocida por ser la zona de expansión urbana, exactamente entre los barrios Blanco, La Magdalena, San Jorge y Kennedy, este último de alta densidad de población. Otros como el Centro Comercial El Parque, Oasis, Pasaje Real, Bahía, San Andresito La 14, con menos locales comerciales que Unicentro, pero a la vez llamativos por los productos que ofrecen a precios asequibles para los ciudadanos.

### Clusters
El Plan de Competitividad de Girardot 2007-2019 realizado en convenio por las Cámaras de Comercio de Bogotá y Girardot demuestra, basándose en un estudio diagnóstico elaborado por la Universidad de Cundinamarca Seccional Girardot, dos importantes clusters en la ciudad.
El principal clúster de la región es el Turismo. Girardot es el primer destino turístico del centro de Colombia, y cuenta con la infraestructura hotelera y los escenarios necesarios para llevar a cabo grandes proyectos de este tipo. La conglomeración de empresas y mipymes que conforman este importante clúster obedece a las siguientes actividades económicas:
- Hoteles, hostales y residencias
- Agencias de viajes
- Empresas turísticas
- Restaurantes
- Centros vacacionales y recreativos
- Museos (principalmente arqueológicos)

El segundo clúster de Girardot es el académico, constituido por instituciones que contribuyen a la calidad de la educación cundinamarquesa. Girardot se ha convertido en el segundo centro académico más importante de Cundinamarca después de Bogotá, gracias a la presencia de cuatro universidades.
Adicional a estos clusters, Girardot desarrolla una dinámica comercial muy importante, y del sector del entretenimiento, llevándose a cabo varias producciones televisivas y cinematográficas en el municipio.

## Movilidad
Girardot se llega por la Ruta Nacional 40 por Soacha al noreste y por Ibagué al occidente y desde Neiva por la RN 45 por el sur convergiendo todas por el municipio vecino de Flandes, del cual prosigue por la Avenida Carrera 24 hacia los municipios cundinamarqueses del río Magdalena al norte hasta Puerto Bogotá en Guaduas. También hay conexión con Soacha a través de la vía con los municipios ribereños del río Bogotá.

### Aeropuerto
El Aeropuerto Santiago Vila es el aeropuerto que le brinda servicio al área metropolitana de Girardot. Está situado a 3.1 km de Girardot en el municipio de Flandes, en el departamento del Tolima. Este aeropuerto tiene una actividad moderada de transporte de carga y pasajeros, realizando vuelos a diferentes destinos del interior del país. El aeropuerto fue hecho para el servicio a la ciudad de Girardot, pero debido a su terreno altibajo no fue recomendable hacerlo al interior la ciudad, tomando como gran opción la planicie de Flandes.
En octubre de 2008 se planteó que el Aeropuerto comenzara a ser ampliado y modernizado con una inversión de 130 millones de dólares, asumida por las Gobernaciones de Cundinamarca y Tolima con las Alcaldías de Girardot, Flandes, Ricaurte y Agua de Dios, además de entidades privadas nacionales e internacionales, situación que a noviembre de 2014 nunca se ejecutó y debido a una mala administración la Aeronáutica Civil retomó la administración de este aeropuerto y la realización de dichas inversiones. 
El Aeropuerto, que se aspira sea complementario de carga, contaría con una plataforma de 10 000 m², un terminal de carga de 1500 metros, un cuartel de bomberos y el mejoramiento de las vías de acceso. 
La aerolínea EasyFly inició operaciones con vuelos chárter en la terminal el 11 de junio de 2010 con aeronaves tipo BAe Jetstream 41 con capacidad para 30 pasajeros, con destino a la ciudad de Bogotá; la operación se canceló en noviembre de 2011 por baja ocupación y falta de apoyo en la comunidad. Anteriormente, en el año 1992 en un primer intento y posteriormente en el año 2003, Aires realizó vuelos entre Bogotá y Girardot en aviones Bandeirante para 19 pasajeros, y Dash 8 con 35 sillas.
Aerosucre, la principal aerolínea de carga del país, tenía gran interés por extender sus líneas a esta terminal aérea. Las directivas estaban interesadas en la compra de más de 10 hectáreas de terreno aledaño al aeropuerto para trasladar de El Dorado al Santiago Vila su central de mantenimiento de aeronaves, pero debido a la ausente gestión en la infraestructura del aeropuerto y zonas aledañas por parte de las gobernaciones de Tolima y Cundinamarca, esto no se pudo realizar.

## Educación
Girardot tiene colegios que se destacan dentro de la región del Alto Magdalena debido a su nivel académico, algunos de los más destacados son: El Colegio Espíritu Santo Marianista que en el ICFES clasifica como superior; el colegio La Presentación, calificado también como superior, como también el Colegio Americano; el Colegio La Fraternidad, calificado por el ICFES como en el nivel «alto», al igual que el Colegio Militar Técnico Industrial Club De Leones. Los anteriores colegios son de naturaleza privada. Los colegios públicos destacados son la Escuela Normal Superior María Auxiliadora y el colegio Manuel Elkin Patarroyo. La ciudad cuenta con un megacolegio llamado Francisco Manzanera Henríquez, ubicado diagonal al estadio municipal, gestionado por la alcaldía; dicho colegio ha beneficiado a miles de jóvenes de la Comuna 3 de la ciudad. Otro megacolegio es la Institución Educativa Atanasio Girardot, que ya cuenta con los planos y con la persona encargada de la obra. Dicha institución está ubicada en la zona norte de Girardot; allí han estudiado varios personajes reconocidos de la ciudad.

### Educación Superior
Girardot cuenta con sede de varias universidades de importancia nacional: Universidad de Cundinamarca, Universidad Nacional Abierta y a Distancia (UNAD), Servicio Nacional de Aprendizaje (SENA), Universidad Piloto de Colombia, Corporación Universitaria Minuto de Dios (Uniminuto), Universidad del Tolima (IDEAD), Escuela de Artes y Letras, CECTE, FUNDEMAG y Fundación Universitaria San Mateo.

## Lugares de interés
Río Magdalena: Es la principal arteria fluvial del país y un atractivo natural e histórico de Girardot, en el que se pueden realizar actividades como navegación de contemplación, pesca artesanal y balneario. En décadas pasadas fue el soporte que permitió que Girardot constituyera uno de los principales puertos fluviales por donde desemboca el río Bogotá y llegaba mercancía enviada desde Barranquilla con destino a Bogotá y a través del cual se embarcaba el café de exportación proveniente del centro del país.

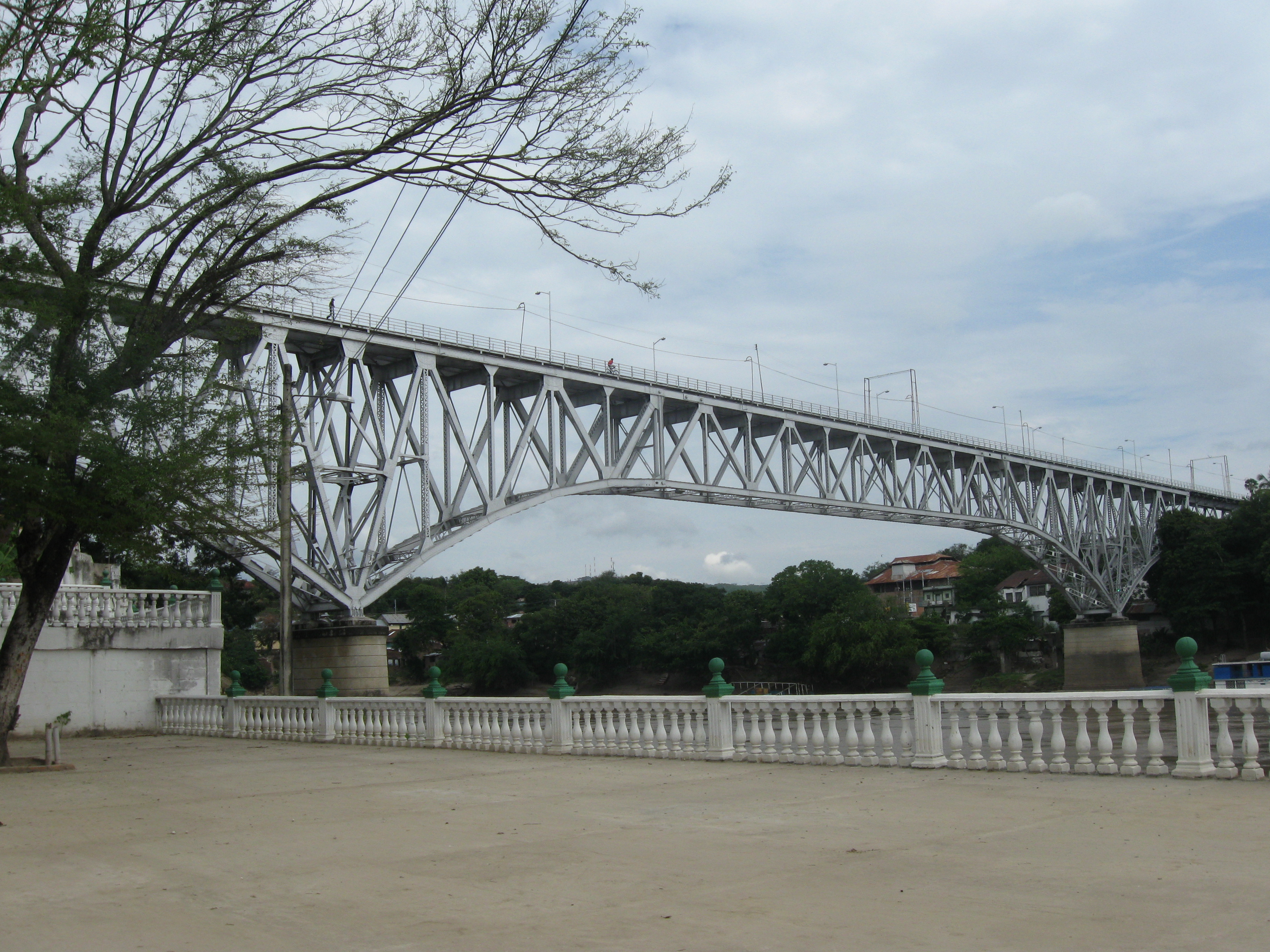
Vista del puente férreo de Girardot-Flandes.

Puente Férreo: Este imponente puente metálico inaugurado el 1 de enero de 1930, es el más antiguo de los puentes actuales y símbolo indiscutible que identifica a Girardot. Esta obra fue adelantada por ingenieros alemanes quienes construyeron el puente en un tiempo récord de casi tres años. Tuvo un costo de $1'300.000 y mide aproximadamente 466 metros.
En su momento permitió la comunicación del Ferrocarril de la Sabana con los de Tolima, Huila y Valle, contribuyendo al desarrollo económico de la región.
Puente Vehicular: El Puente Mariano Ospina Pérez (Girardot) es un puente colgante sobre el río Magdalena construido durante el gobierno del Presidente Mariano Ospina Pérez. Durante muchos años era paso obligado entre Bogotá y las ciudades del sur-oriente de Colombia.
Islas del Sol: Hacia el sur del Río Magdalena se encuentran unas islas en piedra, en un paisaje natural e ideal como lugar de relajación, recreativo y de contacto con la naturaleza, estas islas están ubicadas más arriba de la desembocadura del Río Bogotá; cuando el caudal de este río crece, las islas quedan bajo el agua.
Plaza de Mercado: Diseñada y construida por Leopoldo Rother, es un Monumento Nacional debido a que pertenece a una de las obras de la arquitectura moderna más relevante en contextos completamente tropicales. Se comenzó a construir en 1946 utilizando la última tecnología del momento; consta de una estructura con 198 membranas de concreto que fueron utilizadas como cubiertas y un sistema de columnas en "V" con vigas invisibles. La estructura no tiene muros de cierre, lo cual permite aprovechar la brisa generada por el río Magdalena. Se terminó de construir en 1948. Aunque en la actualidad se encuentra deteriorada, se espera su restauración. Se encuentra localizada en la plaza de San Miguel.
Parque de Bolívar y Plaza del ferrocarril: Espacios urbanos que cuentan con una rica arquitectura vernácula y adaptación al medio tropical, en donde se encuentran espacios comerciales y artesanales, lugares de encuentro ciudadano y de turistas en busca de diversión.
Estadio Municipal: Estadio Luis Antonio Duque Peña.
Mirador El Arbolito: Ubicado en zona rural de Girardot, es un lugar ideal para entrar en contacto con la naturaleza y para observar la panorámica de Girardot y municipios aledaños. Para llegar allí hay que ir al estadio, luego seguir la antigua vía al municipio de Nariño, como sea preferible: bicicleta, a pie o en vehículo, subir 8 km aproximadamente y llegar a la finca El Arbolito. También hay una piscina para uso recreativo.
Mirador Alto de las Rosas: Ubicado en el barrio El Alto de Girardot, es un lugar ideal para entrar en contacto visual y para observar la panorámica de Girardot y municipio de Ricaurte, desde allí se divisa el Aeropuerto Santiago Vila.

## Eventos

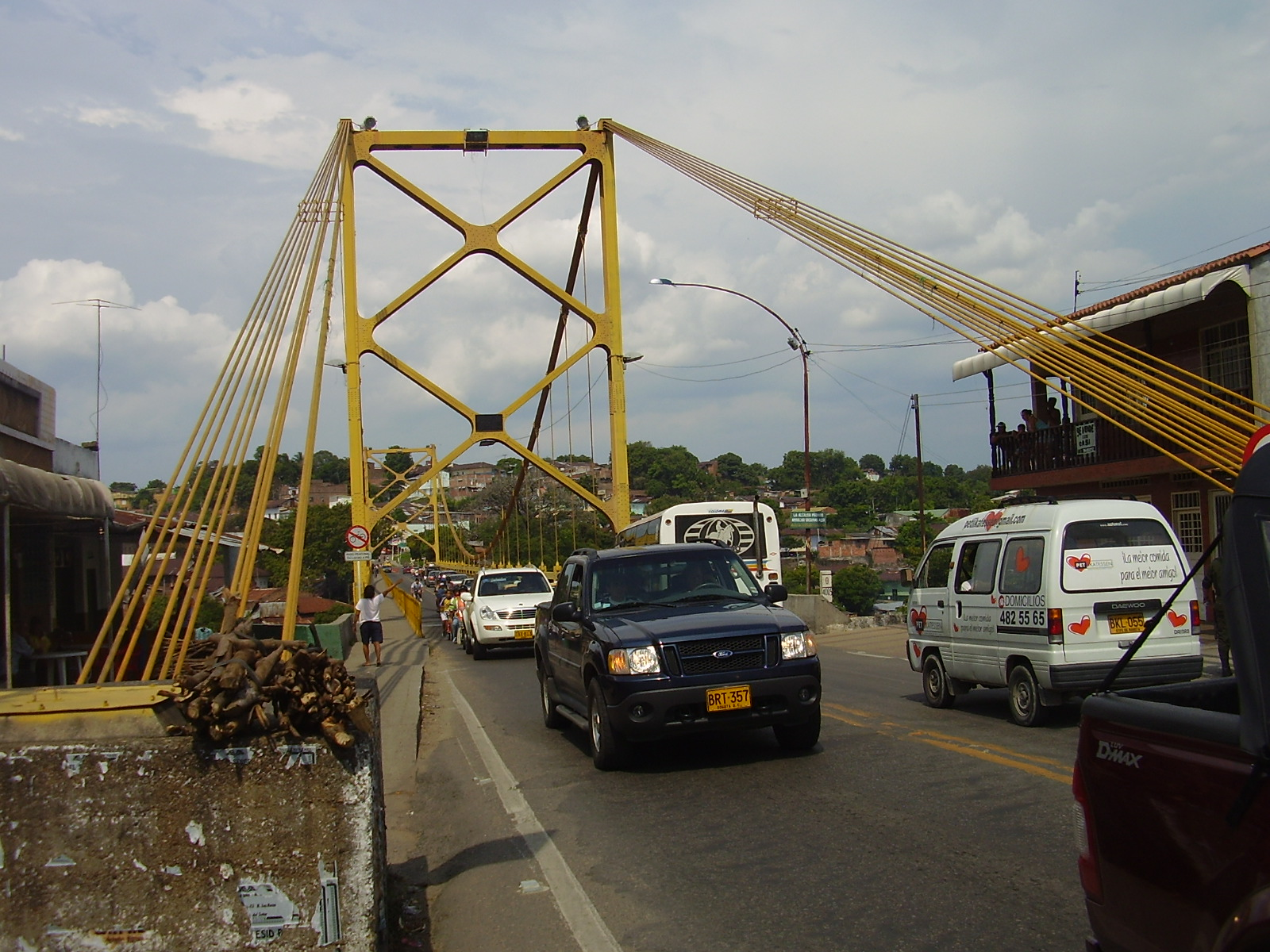
Puente vehicular entre los municipios de Flandes y Girardot.

Los principales eventos que se llevan a cabo a lo largo del año son los siguientes:

### Cultura
- Mercado Nacional Artesanal y Microempresarial: Evento en el que se reúnen los grandes artesanos del país con sus diferentes muestras. Se celebra a mediados del mes de octubre, en torno al Reinado Nacional del Turismo.

- Festival del Río: Una de las festividades más importantes de la ciudad, en la que sus habitantes hacen anualmente un reconocimiento al Río Magdalena con competencia de canotaje, canoas, natación y neumáticos. Se celebra en el mes de junio.

- Copa por La Vida y La Libertad: Torneo Internacional de Bandas de Marcha. Su primera versión se llevó a cabo el domingo 14 de septiembre de 2008 (año en contra del hambre mundial). La segunda versión fue celebrada el domingo 13 de septiembre de 2009 (año en contra del infanticidio). En este torneo se agrupan las mejores Bandas del país y de otras naciones con un propósito de reingeniería social a través de la música.

- Cumpleaños del municipio: Todos los 9 de octubre se realiza el tradicional desfile con los colegios, la administración municipal y la comunidad en general. El desfile inicia desde el parque El Alto de la Cruz (ya que fue el primer barrio fundado en el municipio) y termina en el parque Bolívar. La noche anterior se realiza la tradicional serenata al municipio.
- 'Festival Batalla de Carnavales'

Festival Nacional, donde se reúnen las compañías artistas ganadoras de los principales carnavales, ferias y fiestas, para disputar el título Nacional y llevarse a casa el "Boga de oro", honor al río Magdalena. La primera versión se llevó a cabo en 2016, para el 2019 se realizará en el mes de septiembre, con el propósito de unir las fiestas del Reinado Nacional del Turismo con este evento organizado por PRODETUGIR (Promotora de Turismo de Girardot), empresa privada del municipio.

### Reinados
- Reinado Nacional del Turismo: El evento más importante que se realiza no solo en la ciudad sino en el Departamento de Cundinamarca, en donde las representantes de la mayoría de las regiones del país se reúnen en el día de la Raza. El Reinado Nacional del Turismo es el segundo más importante de Colombia, puesto a la ganadora concursará en El Reinado Internacional Del Turismo.

- Festival Turístico - Reinado Señorita Girardot: Fiestas tradicionales en la ciudad que culminan con la elección de la señorita Girardot. Se celebra a finales del mes de junio para el puente festivo de San Pedro y es el inicio de las festividades que se desarrolla a mediados de octubre en relación con el Reinado Internacional del Turismo.
- Reinado Veredal: evento organizado por la alcaldía municipal con el objetivo de resaltar la belleza de las mujeres campesinas.

### Deporte
- Carrera Atlética Internacional Ciudad de Girardot: Una de las más importantes carreras del calendario nacional. Se celebra en los primeros días del mes de febrero , y es una de las más importantes del país. Se presentan deportistas de varios lugares de Colombia y el mundo para competir.
- En 2004 fue sub-sede de los Juegos Deportivos Nacionales, lo cual permitió la remodelación del estadio Luis Antonio Duque Peña.
- Girardot Fútbol Club: El municipio contó con su propio equipo de fútbol profesional, el cual jugó en la Primera B entre 1995 y 2008. En el 2010 llega Atlético Juventud Girardot, que antes se hacía llamar Juventud Soacha, de la misma ciudad.
- En diciembre del 2009, Girardot fue la sede principal de los Primeros Juegos Nacionales Comunales de Colombia.
- Del 7 al 9 de junio de 2013 se llevó a cabo la octava parada del circuito sudamericano de vóley playa.
- La Clásica Ciudad de Girardot, que se lleva a cabo anualmente, es una prueba ciclística que reúne a deportistas de talla nacional e internacional.
- El 21 de marzo de 2015 se suma a la ciudad de las acacias el primer centro de alto rendimiento extremo del país y suramericano, donde se practican deportes como el BMX, el skateboard, entre otros.
- La actual administración municipal (2016-2019) ha liderado el uso de la bicicleta mediante la actividad denominada "Viernes en Bicicleta", que consiste en reunir a la ciudadanía para llevar a cabo un recorrido por las principales calles de la ciudad. La ruta empieza todos lo viernes a partir de las 6:00pm en el Parque de la Juventud, cada semana es organizada por las diferentes dependencias del palacio municipal.

En los últimos años han surgido nuevos deportes como ultimate, que consiste en lanzar un platillo o ´frisbi´. La idea nació gracias a unos jóvenes de la ciudad que quisieron cambiar el actual paradigma de deporte.

## Religión

Mapa de la diócesis de Girardot

La mayor parte de la población de Girardot es cristiana católica, aunque hay minorías de otras confesiones. La diócesis de Girardot, perteneciente a la Provincia Eclesiástica de Bogotá, fue creada, segregándola en su totalidad de la Arquidiócesis de Bogotá, por la Bula Quandocumque tan amplio del papa Pío XII, el 29 de mayo de 1956. 
Tiene una extensión de 4.502 km cuadrados, una población aproximada que supera los 100.000 habitantes. La cobertura de esta diócesis abarca los municipios de Girardot, Agua de Dios, Anolaima, Anapoima, Apulo, Arbeláez, Beltrán, Bituima, Cabrera, Tibacuy, Cachipay, Mesitas del Colegio, Fusagasugá, Guataquí, Jerusalén, La Mesa, Nariño, Nilo, Venecia, Pandi, Pasca, Pulí, Quipile, San Bernardo, San Juan de Rioseco, San Antonio del Tequendama, Tena, Silvania, Tocaima, Vianí y Viotá.
Algunos de los templos de rito católico son:
- Catedral del Inmaculado Corazón de María.
- Parroquia de San Miguel.
- Parroquia Nuestra Señora del Perpetuo Socorro.
- Parroquia San Pablo Apóstol.
- Parroquia Nuestra Señora de la Anunciación.
- Parroquia San Antonio de Padua.
- Parroquia de la Sagrada Familia.
- Parroquia del Señor de los Milagros.
- Parroquia Cristo Resucitado.
- Parroquia Nuestra Señora del Carmen.
- Parroquia Espíritu Santo.
- Parroquia Santa María Madre de Dios.

## Girardoteños ilustres
- Agustín Aljure: abogado y político.
- Felipe Aljure: director de cine y guionista.
- Gustavo Bolívar: escritor, periodista, guionista y político.
- Rómulo Caicedo: Músico, compositor y guitarrista.
- Martha Catalina Daniels: abogada y política.
- Marta Gómez: Cantante y guitarrista.
- Nancy Patricia Gutiérrez: abogada y política.
- Carlos Alberto Mariño Sabogal: militar.
- Juan Felipe Osuna: futbolista.
- Javier Ramírez Espinosa: cantante y actor.
- Ronaldo Tavera: futbolista.
- Hernando Tovar: futbolista.
- Charlie Zaa: cantautor.

## Artistas
En la ciudad han nacido cantantes y directores de series televisivas, como Carlos Alberto Sánchez, cuyo nombre artístico es Charlie Zaa. Nacido el 30 de enero de 1974, es un reconocido cantante de boleros. Su carrera musical ha sido exitosa a tal punto de haber trabajado con importantes músicos de la talla de Jon Secada, entre otros. Fue integrante del Grupo Niche. 
Otro artista girardoteño es el reconocido escritor, guionista y senador electo, Gustavo Bolívar, famoso por sus novelas Pandillas, guerra y paz, Sin tetas no hay paraíso y El Capo. La temática de las tres obras ha sido la apología de problemas sociales en Colombia como el narcotráfico y la prostitución. 
Rómulo Caicedo fue un reconocido cantautor nacido en Girardot, considerado como uno de los mejores intérpretes y cantautores de la música popular.
Así mismo, Girardot es la ciudad de origen de Julián Guzmán, reconocido percusionista en la escena musical de Melbourne, Australia. En esta ciudad, Guzmán se ha dado a conocer como un diestro y flexible músico, haciendo parte de diversas agrupaciones tales como: Los Parceros, Funkalleros, Terra Sur, Meyiwa, y Butter Scotch Blonde. Su estilo ecléctico y su dominio técnico de las percusiones, le han permitido explorar una diversidad de géneros musicales, que van desde el ska, el reggae y el rock, hasta la cumbia y el vallenato. De igual modo, Guzmán ha participado en importantes festivales musicales dentro y fuera de la ciudad. Destacan sus participaciones en festivales como el St Kilda Festival, el Darebin Festival, el Brunswick Festival y el Falls Festival. 

## Servicios públicos
- Energía Eléctrica: Enel, es la empresa prestadora del servicio de energía eléctrica.
- Gas Natural: Alcanos de Colombia es la empresa distribuidora y comercializadora de gas natural en el municipio.

### Páginas y sitios web sobre Girardot
- Girardot - Información Turística y Comercial

- Datos: Q186193
- Multimedia: Girardot / Q186193
- Guía turística: Girardot